# Rassemblement du peuple togolais
Rassemblement du Peuple Togolais (RPT, „Versammlung des togoischen Volkes“) war die regierende Partei des westafrikanischen Staates Togo bis zu deren Auflösung im April 2012. Togos Präsident, Faure Gnassingbé, war gleichzeitig nationaler Präsident der RPT.
Die RPT wurde am  27. November 1969 mit dem damaligen Staatspräsidenten Gnassingbé Eyadéma als Führer gegründet. Politische Flügel der RPT waren die am 8. Januar 1973 gegründete Arbeiterorganisation CNTT (Confédération Nationale des Travailleurs du Togo) und die Frauenorganisation UNFT (Union Nationale des Femmes du Togo) sowie die Jugendorganisation der RPT. Mit dem Flügel UCTT (Union des Chefs Traditionnels du Togo) versuchte Eyadéma, die traditionellen lokalen Herrschaftsstrukturen einzubinden.
Nach 22 Jahren Ein-Parteien-Herrschaft durch die RPT wurde im Juli 1991 eine nationale Konferenz abgehalten, die eine Übergangsregierung etablierte, die zu einem Mehr-Parteien-System überleiten sollte. Die RPT wurde im November 1991 kurzzeitig verboten, was jedoch zu einer politischen Krise führte. Eyadéma-treue Soldaten nahmen im Dezember Premierminister Joseph Kokou Koffigoh gefangen, um eine Aufhebung des Verbots zu erreichen.
Bei den Parlamentswahlen 2002 gewann die Partei 72 von 81 Sitzen in der Nationalversammlung Togos. Nach dem Tod Eyadémas im Februar 2005 ernannte die RPT seinen Sohn Faure Gnassingbé zum Parteiführer und Kandidaten bei den Präsidentschaftswahlen am 24. April 2005. Bei diesen Wahlen erhielt Gnassingbé 60,2 % der Stimmen.
Im Dezember 2006 hielt die RPT ihren 9. Kongress ab, auf dem Solitoki Esso für drei Jahre zum Generalsekretär gewählt wurde.
2007 errang die RPT 50 der 81 Sitze in der Nationalversammlung.
Im April 2012 verkündete Gnassingbé die Auflösung der Partei. Bereits am nächsten Tag gründete er eine neue Partei, die Union pour la République (UNIR).